# Émile Acollas
Émile Acollas, (La Châtre, 1826. június 25. – Asnières, 1891. október 17.)  francia jogtudós.

## Életpályája
1867-ben részt vett a Genfben a szocialista kongresszuson, amiért Párizsban egy évi fogházra ítélték. Azután Svájcban élt. 1871-ben, a kommün idején, távollétében kinevezték a párizsi egyetem jogi karának dékánjává. 1880-ban megkapta a Becsületrendet. Számos jogi és politikai művet írt. Fő műve a Manuel de droit civil (A polgári jog kézikönyve) (1869 -74, 3 kötet). 1878-ban megindította a La science politique című havi folyóiratot. Öngyilkos lett.

## Főbb művei
- Nécessité de refondre l'ensemble de nos codes (Párizs, 1866);
- Les droits du peuple, cours de droit politique (1873, 2 kötet);
- Philosophie de la science politique (1877);
- Le mariage, son passé, son présent, son avenir (1880).
- Manuel de droit civil (1869 -74, 3 kötet).